# Ифеакачуку Нмор
Ифеакачуку Нмор (енгл. Ifeakachuku Nmor; 6. децембар 1996) нигеријски је пливач чија специјалност су трке слободним, делфин и мешовитим стилом. Вишеструки је национални рекордер и првак. 

## Спортска каријера
Нмор је представљао Нигерију на три светска првенства — у Казању 2015 (51. на 50 делфин и 63. на 100 делфин), Будимпешти 2017 (88. на 50 слободно и 63. на 100 делфин) и Квангџуу 2019 (60. на 50 делфин, 63. на 100 делфин и 33. у штафети 4×100 мешовито).